# Fort Massachusetts (Massachusetts)

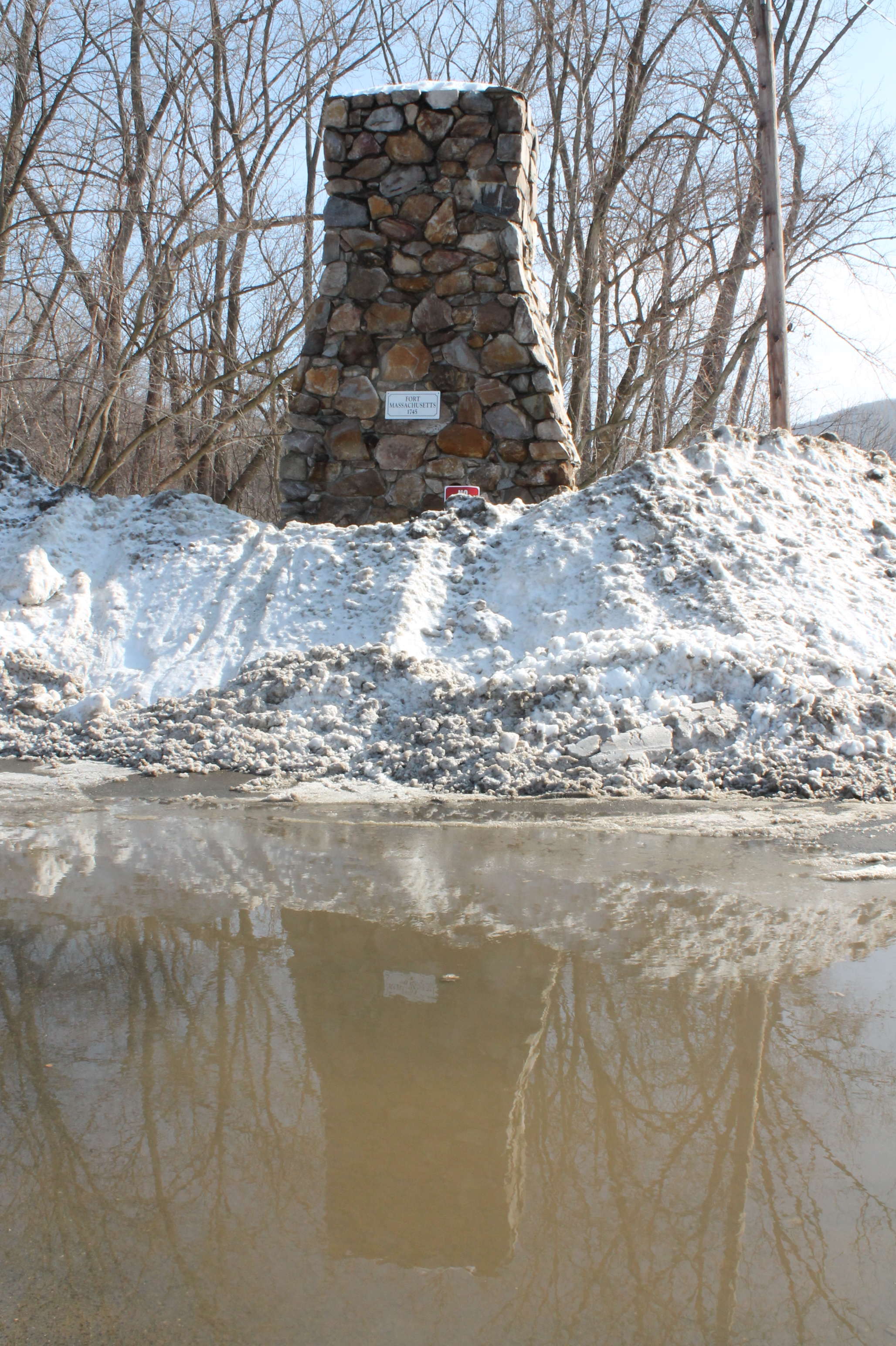
Vestiges du Fort Massachusetts originel, à North Adams, dans le Massachusetts.

Le fort Massachusetts fut le fort situé le plus à l'ouest dans la ligne de forts et de fortins militaires construits par les colons britanniques pour protéger la frontière nord du Massachusetts des forces françaises et amérindiennes en 1745. Il a été construit sur les rives de la rivière Hoosic dans ce qui est actuellement la ville de North Adams (Massachusetts) par une compagnie de soldats britanniques dirigée par le capitaine Ephraim Williams (en). Elle se composait d’une palissade en bois avec une tour de garde à chaque coin et un blockhaus central qui a été conçu pour être défendable si les murs ne soutenaient pas une attaque. Le siège de Fort Massachusetts s'y est déroulé en août 1746 par François-Pierre de Rigaud de Vaudreuil, major des troupes de la Marine parti du fort Saint-Frédéric, et le fort fut capturé et détruit par les combattants franco-amérindiens.

## Reconstruction
Le fort fut reconstruit sous le commandement du capitaine Williams dix mois plus tard en juin 1747. Les miradors ont été fortifiés avec des canons plus puissants, mais aucune attaque à grande échelle n'a eu lieu après dans la région du fort. Le nombre de troupes a été réduit après le traité d'Aix-la-Chapelle (1748) qui temporairement mit fin à la menace d'une invasion française du Canada. Pendant cette période, beaucoup de soldats qui avaient été en garnison au fort se sont tournés vers l'agriculture près de cet endroit. En vertu de la Charte pour le nouveau canton voisin de West Hoosac, maintenant Williamstown, les soldats et les officiers ont eu la possibilité de choisir un terrain de 190 acres de terre au lieu de salaire. Ils sont finalement devenus des membres fondateurs influents et respectés de Williamstown.

## Position géographique
Le fort avait été construit sur ordre de Benning Wentworth sur un territoire revendiqué par la province de New York ; plusieurs maisons fortifiées, fortins et petit forts le long de la frontière nord du Massachusetts formaient une sorte de ligne Maginot contre les attaques franco-indiennes qui considéraient le territoire au nord de cette frontière comme leurs terres et y pratiquaient toujours leurs activités ancestrales. Les seuls forts qui étaient situés au nord de la frontière étaient des forts plus imposants comme le fort Dummer et le fort no 4. Le fort Wentworth sera construit en 1755, car cette région était toujours utilisée par les Indiens qui vivaient à Odanak, et dans d'autres villages. En janvier 1753, un groupe venant d'Odanak qui avaient vu des arpenteurs anglais dans la vallée du haut fleuve Connecticut se rendirent au fort no 4 et avertirent le commandant du fort Phineas Stevens (en) que 400 guerriers chassaient au sud de la rivière Saint-François ainsi que du lac Memphrémagog et que tout autre empiètement ou construction sur leur territoire seraient attaqué et détruit. Mais déjà les premiers coups de feu retentissaient dans la vallée de l'Ohio près du fort Duquesne et le conflit tourna en guerre totale dans les années qui suivirent.

## Guerre de Sept Ans
Le fort Massachusetts a été fortifié en 1754 au début de la guerre de Sept Ans, où il a servi de point de rassemblement important pour les troupes passant à travers la région. Après la guerre, le fort fut abandonné et tomba en délabrement.